# Euhesma semaphore
Euhesma semaphore är en biart som först beskrevs av Houston 1992.  Euhesma semaphore ingår i släktet Euhesma och familjen korttungebin. Inga underarter finns listade i Catalogue of Life.

## Bildgalleri

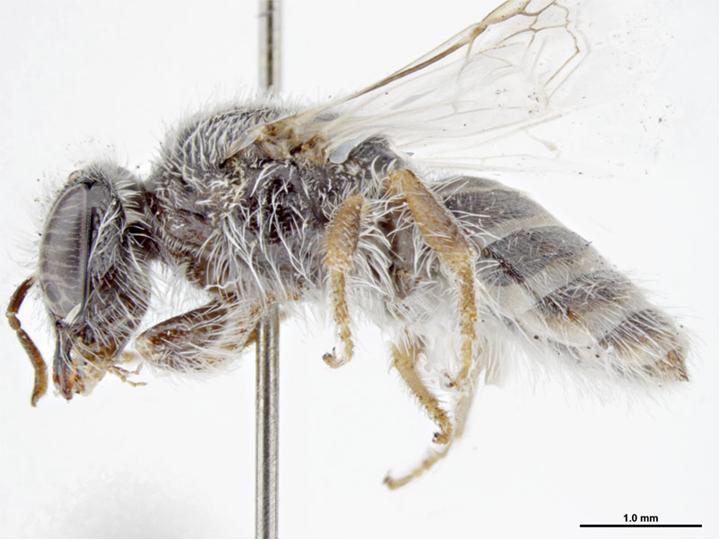
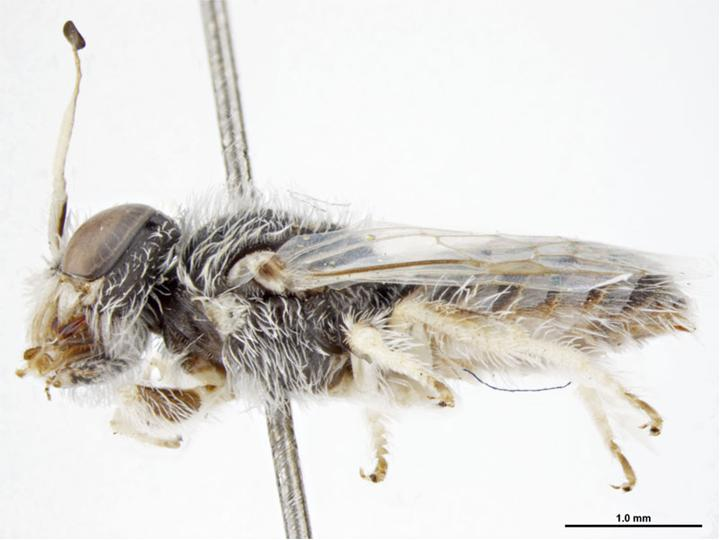